# .tj
.tj為塔吉克斯坦國家及地區頂級域（ccTLD）的域名。該域名於1997 年 12 月 11 日啟用。該域名沒有任何註冊限制，但塔吉克斯坦公民有優先權。申請人可以申請該域名的二級域名以及三級域名。

## 外部連結
- IANA .tj whois information（页面存档备份，存于）
- .tj domain registration website*（页面存档备份，存于）